# Latreutes fucorum
Latreutes fucorum är en kräftdjursart som först beskrevs av J. C. Fabricius 1798.  Latreutes fucorum ingår i släktet Latreutes och familjen Hippolytidae. Inga underarter finns listade i Catalogue of Life.